# Edgar Barth
Edgar Barth, född 26 januari 1917 i Herold-Erzgebirge strax söder om Chemnitz, död 20 maj 1965 i Ludwigsburg, var en tysk racerförare. Han var far till racerföraren Jürgen Barth.

## Racingkarriär
Barth började tävla på motorcykel som 16-åring, från början i trial men sedan även i roadracing och 1937 blev han fabriksförare för DKW. Senare började han tävla i bilracing med en BMW 328. Hans karriär upphörde under andra världskriget och vid krigsslutet 1945 befann han sig i den östra delen av Tyskland, som då var under sovjetisk kontroll. 
Efter kriget började han tävla i lokala lopp i Östtyskland och 1952 vann han tre lopp. I det sista loppet körde han för EMW, vilket han fortsatte med de två följande säsongerna. Barth debuterade i formel 1 på Nürburgring i Tyskland 1953 när EMW fick tillstånd att skicka bilar till väst. De rådande internationella relationerna hindrade dock sedan hans framträdanden i väst under flera år, men han körde framgångsrikt och vann fyra lopp hemma i Östtyskland. 
I början av 1956 fick han emellertid tillåtelse att köra en EMW sportbil på Montlhérybanan i Frankrike och gjorde där ett så gott intryck att han erbjöds köra för Porsches fabriksstall. Detta var dock inget som de östtyska myndigheterna godkände, men Barth kringgick restriktionen. I samband med att han fick tillstånd att tävla i ett motorcykellopp på Hockenheimring, passade han på att köra en Porsche i Nürburgring 1000 km ihop med Umberto Maglioli. Detta initiativ medförde att de östtyska myndigheterna stängde av Barth från allt deltagande i motorsporttävlingar inom landet. 
Barth förstod nu att om han återvände till Östtyskland skulle han aldrig få lämna landet. Han hoppade därför av, lät sin egendom förverkas och flyttade till Kornwestheim, nära Porsches fabrik i Stuttgart, och började en ny karriär i väst. 
Vid den här tiden deltog ibland formel 2-bilar i formel 1-lopp, men då utanför mästerskapet. Barth körde en Porsche F2 i Tyskland 1957, där han slutade tolva. Säsongen därpå följde han upp med sjätteplats i Tyskland 1958 i en liknande bil. 
Han körde sedan en Porsche F2 i Italien 1960, där samtliga brittiska fabriksstall bojkottat loppet, samt en Cooper F1-bil i Tyskland 1964.
Barth körde även sportvagnsracing i Le Mans 24-timmars och han och Wolfgang Seidel vann Targa Florio i en Porsche 718 1959. Han tävlade även för Porsche i backe och han vann EM säsongerna 1959, 1963 och 1964. 
Barth avled på grund av cancer 48 år gammal.

## F1-karriär
| Säsong | Stall/Tillverkare            | Poäng | Placering |
| ------ | ---------------------------- | ----- | --------- |
| 1953   | EMW (EMW-BMW)                | 0     | –         |
| 1957   | Porsche                      | 0     | –         |
| 1958   | Porsche                      | 0     | –         |
| 1960   | Porsche                      | 0     | –         |
| 1964   | R R C Walker (Cooper-Climax) | 0     | –         |